# Franz Baier (Politiker, 1919)
Franz Baier (* 1. September 1919 in Schreckenstein, Tschechoslowakei; † 1. November 2003) war ein deutscher Kommunalpolitiker (SPD).

## Werdegang
Baier besuchte die Volks-, Bürger- und Handelsschule. Anschließend trat er in seiner Heimatstadt in den städtischen Verwaltungsdienst. Die Einberufung zum Kriegsdienst und eine schwere Verwundung 1942 unterbrachen seinen beruflichen Werdegang.
Nach Vertreibung kam er 1946 nach Adelshausen. Er wurde 1947 Leiter des Schulungs- und Erholungsheims Walkemühle und erhielt 1954 eine Anstellung als Bewährungshelfer.
Baier engagierte sich in der SPD. Er war Stadtverordneter in Melsungen und Vorsitzender des Kreistags des Landkreises Melsungen. 1961 wurde er zum Landrat von Melsungen gewählt.

## Ehrungen
- 1972: Verdienstkreuz 1. Klasse der Bundesrepublik Deutschland
- Ehrenbürger der Stadt Melsungen
- Freiherr-vom-Stein-Plakette